# Hans Rolli
Hans Rolli (* 3. März 1903 in Karlsruhe; † 1. August 1982 in Heidelberg) war ein deutscher Architekt und Glockensachverständiger.

## Leben
Hans Rolli studierte von 1926 bis 1930 an der Technischen Hochschule Karlsruhe. Anschließend absolvierte er den Vorbereitungsdienst für den höheren bautechnischen Verwaltungsdienst und legte 1933 die große Staatsprüfung ab. Danach war er bei der badischen Hochbauverwaltung tätig. 1943 wurde er zum Kriegsdienst im Zweiten Weltkrieg eingezogen und war bis 1946 in Kriegsgefangenschaft. Nach seiner Entlassung ging er zum Erzbischöflichen Bauamt Heidelberg des Erzbistums Freiburg. 1948 wurde er zum Leiter der Außenstelle Mannheim ernannt und 1955 wurde er Vorstand des Bauamts in Heidelberg. 1972 ging Rolli in den Ruhestand, war aber weiterhin als Glockensachverständiger tätig.
1977 wurde er Komtur des Ordens vom Heiligen Papst Silvester.
Rollis Architektur war geprägt von Material- und Werkgerechtigkeit. Er kombinierte traditionelle Ansätze mit moderner, puristischer Architektur. Zu seinen Werken zählen: Wiederaufbau Stadtkirche St. Stephan in Karlsruhe 1951, Gut-Hirten-Kirche in Mannheim-Schönau 1953, Klinikkirche in Freiburg mit Horst Linde 1954, St. Pius in Mannheim-Neuostheim 1956, Erweiterung St. Peter und Paul in Mannheim-Feudenheim 1956, Wiederaufbau Universitätskirche in Freiburg mit Horst Linde 1957, Erweiterung Stadtkirche in Buchen 1958, St.-Martin-Kirche in Karlsruhe-Rintheim 1959, Wiederaufbau Jesuitenkirche in Mannheim 1960, St. Antonius in Mannheim-Rheinau mit Heinz Heß 1960.

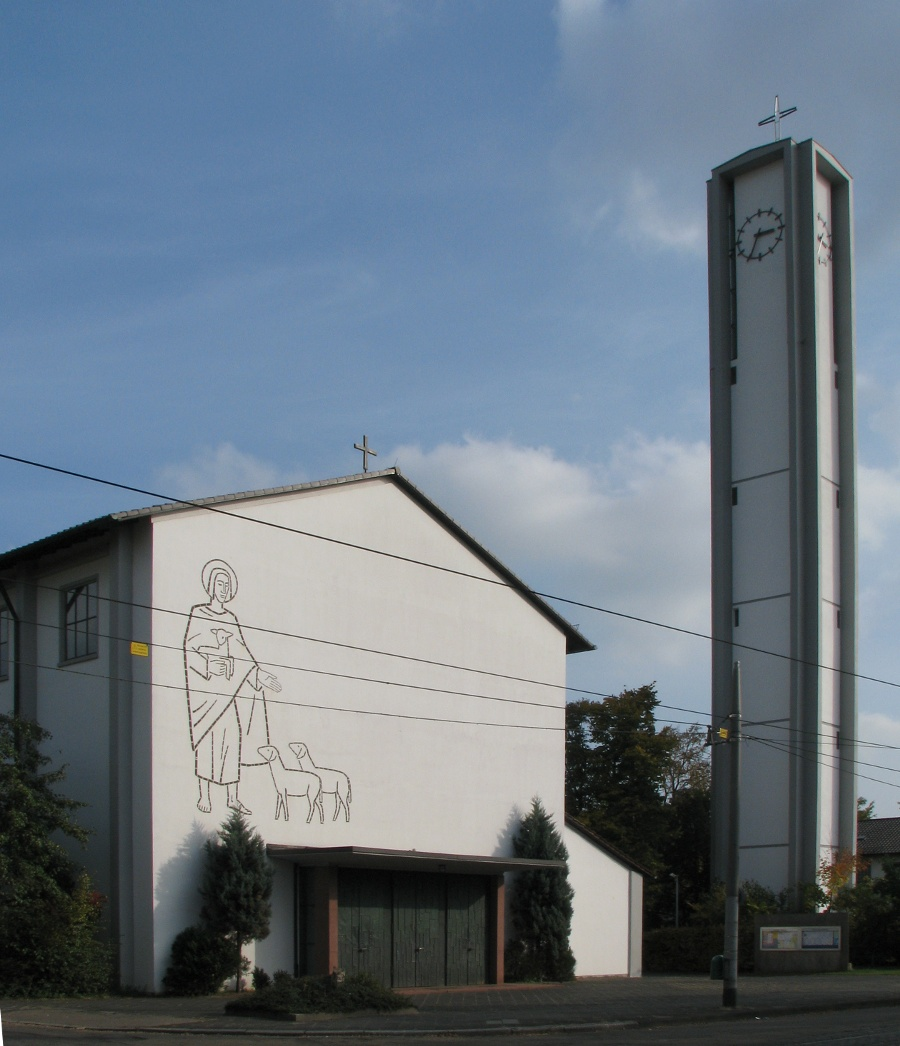
Gut-Hirten-Kirche Mannheim-Schönau
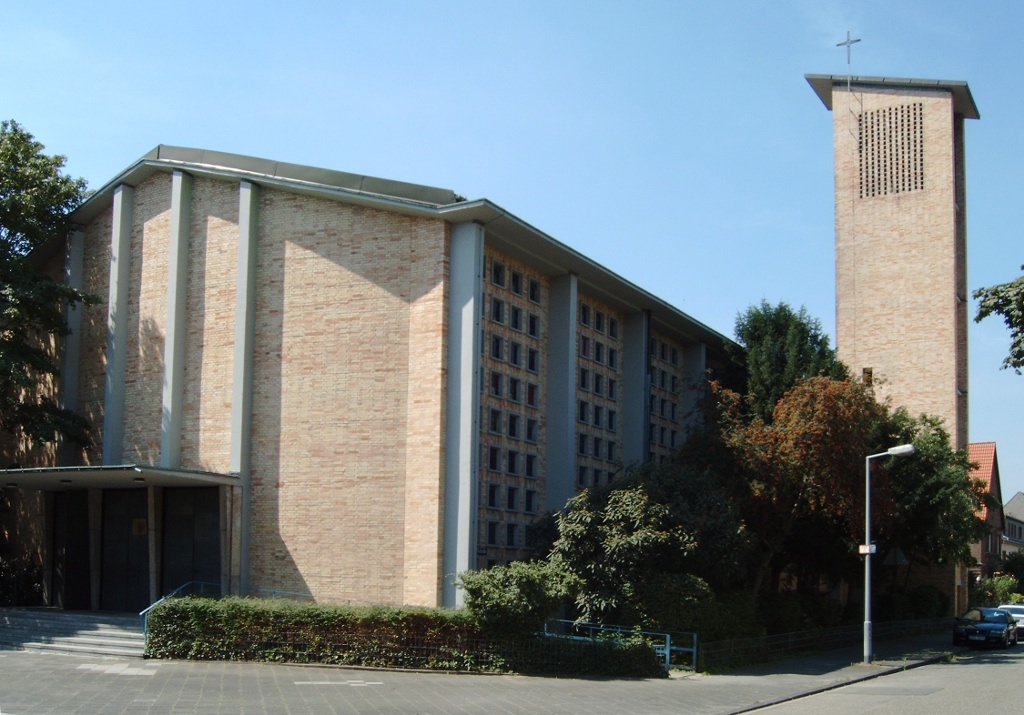
St. Pius Mannheim-Neuostheim
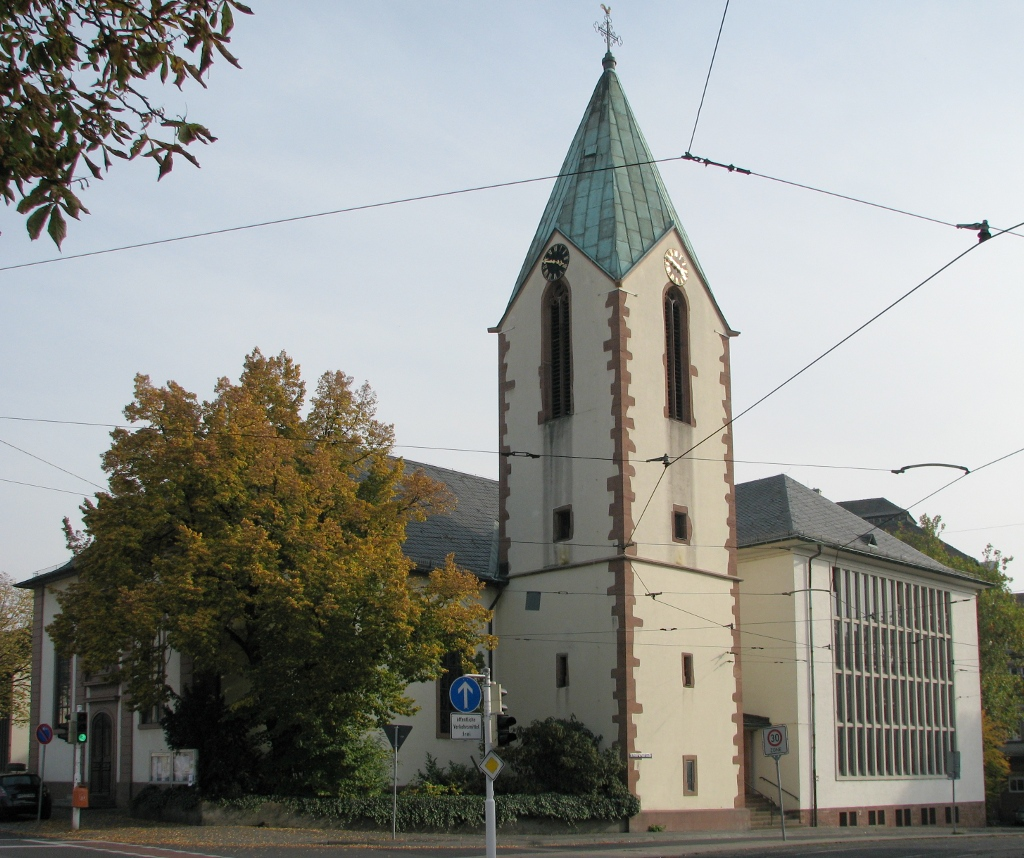
St. Peter und Paul Mannheim-Feudenheim
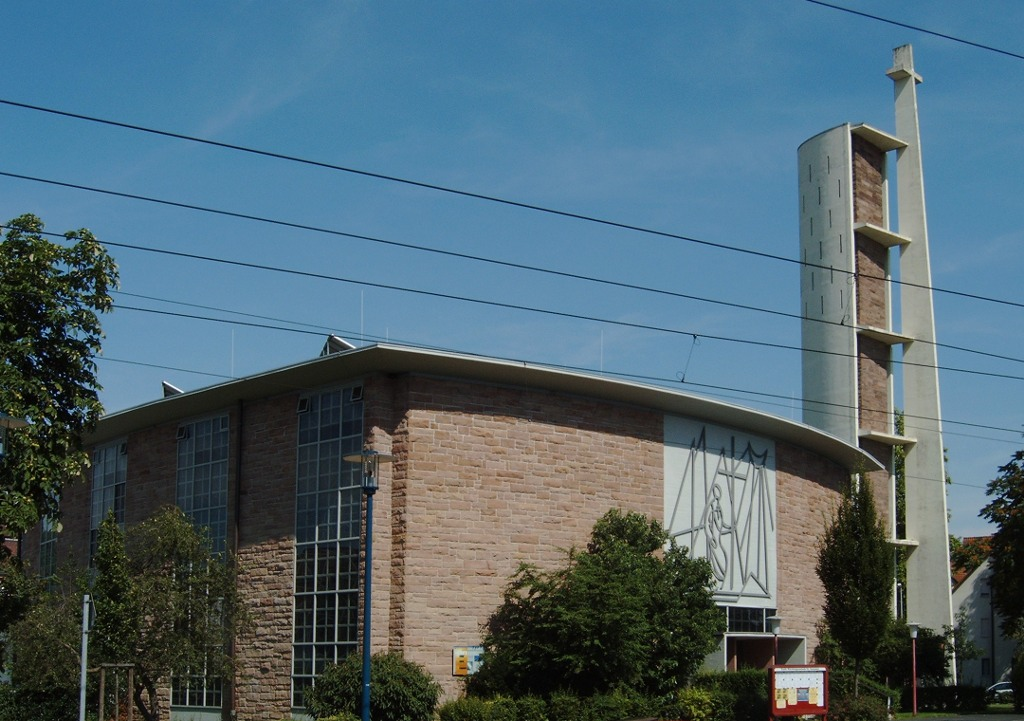
St. Antonius Mannheim-Rheinau

## Veröffentlichungen
- Kirchengeläute. Fachliche Ratschläge für die Neubeschaffung und Ergänzung. Otto Maier, Ravensburg 1950.